# 322P/SOHO
322P/SOHO ist der erste offiziell entdeckte periodische Komet des Sonnenobservatoriums SOHO.
Der Komet wurde im September 1999 entdeckt. Im September 2003 wurde er wiederum beobachtet, jedoch wurde angenommen, dass es sich um einen anderen Kometen handelt. Sebastian F. Hönig spekulierte 2005, dass es sich aufgrund der Ähnlichkeit der beiden Kometenbahnen um denselben Kometen handeln würde. Er sagte die Wiederkehr des Kometen für den 11. September 2007 richtig voraus.
Bei seiner Perihelpassage 2007 konnte weder ein kometenähnlicher Schweif, noch eine Koma beobachtet werden, weswegen 322P/SOHO auch anfangs für einen Asteroiden gehalten wurde. Seine Helligkeit erhöhte sich bei der Annäherung an der Sonne jedoch um einen Faktor von etwa einer Million, was wiederum ein kometentypisches Verhalten ist. Aufgrund dieser Eigenschaften wird vermutet, dass es sich bei 322P/SOHO um einen erloschenen Kometenkern handelt.
Am 6. September 2011 wurde eine weitere Perihelpassage von B. Zhou beobachtet.